# Kim Bub-min
Kim Bub-Min (22 de maio de 1991, Daejeon, Coreia do Sul) é um arqueiro sul-coreano.

## Olimpíadas
Nos Jogos Olímpicos de Verão de 2012, em Londres conseguiu uma medalha de bronze por equipes, além de uma boa colocação geral no individual, 5°.